# Иракская колода
Иракская колода (другие названия: англ. Most Wanted, Колода смерти) — известная колода игральных карт, выполненная в виде портретов самых разыскиваемых администрацией США иракцев. Использовалась в течение Иракской войны для поиска свергнутых иракских лидеров.

## История

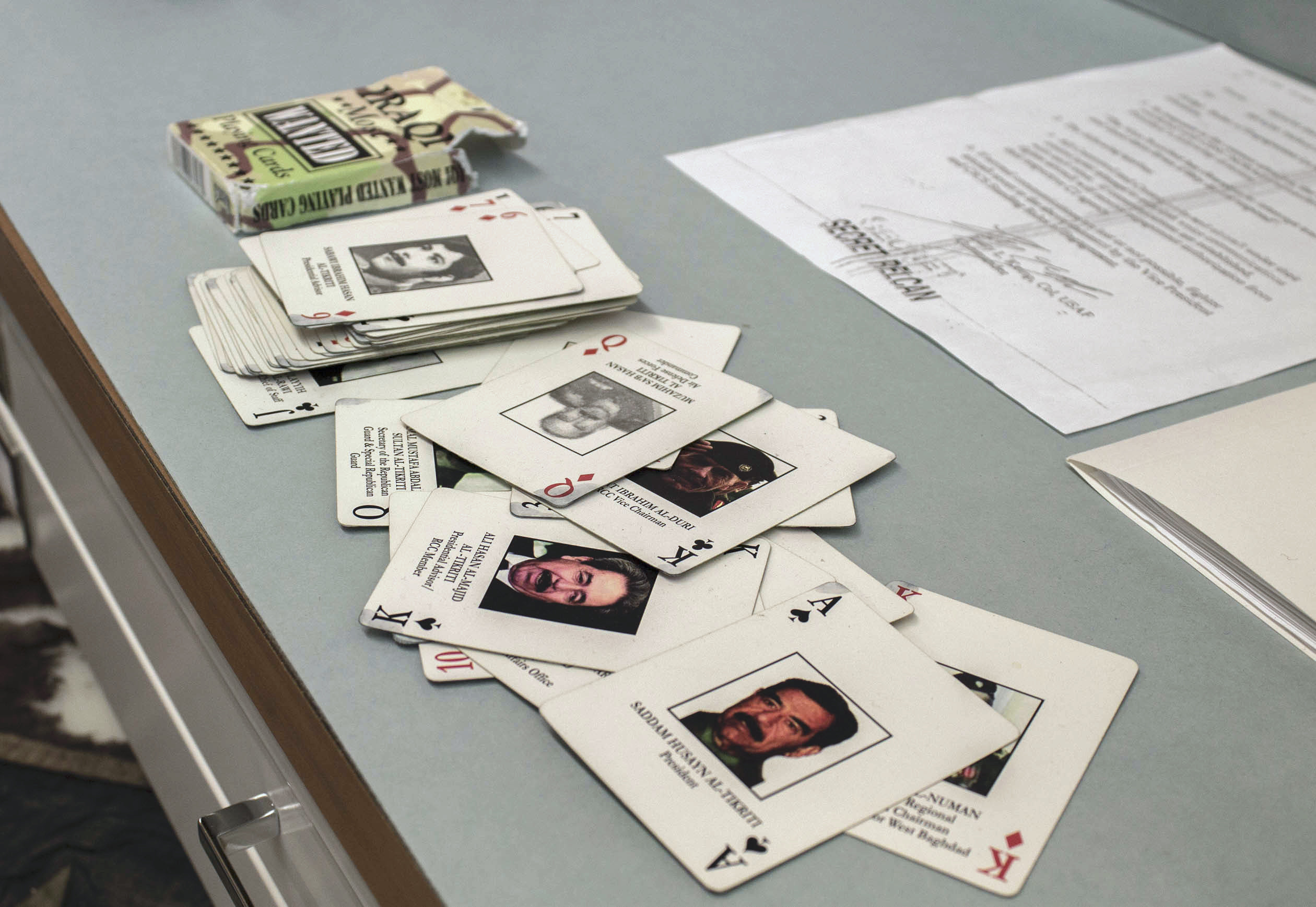
Иракская колода

Ещё задолго до войны в октябре 2002 года администрация США составила список особо опасных руководителей Ирака, так называемую «грязную дюжину». В него были включены Саддам Хусейн и 11 наиболее ближайших его соратников. Практически все они возглавляли вооружённое сопротивление войскам антииракской коалиции.
После окончания войны Центральное командование армии США выпустило список разыскиваемых бывших иракских лидеров в форме колоды игральных карт. На картах помещены фотографии руководителей правительства Саддама Хусейна, указаны их имена и должности. Свергнутым иракским руководителям было отведено своё место и своя масть: Саддаму — туз пик, его сыновьям Кусею и Удею — тузы треф и червей соответственно и так далее до конца колоды. На двух джокерах перечислены иракские воинские звания. А на последней карте размещён логотип РУМО.
Иракская колода была официально представлена 11 апреля в штабе Центрального командования США в Катаре. Сразу после этого карты появились на сайте Центрального командования, причём было специально указано, что они «не подлежат продаже и распространению». Тем не менее через две недели «неофициальные» карты, ничем не отличавшиеся от «военных», разве только без эмблемы DIA, стали продаваться в Сети, причём на интернет-аукционе eBay их цена доходила до 50 и даже 100 долларов США за колоду.
По словам бывшего заместителя министра обороны США Пола Вулфовица, власти США сознавались, что угрозу для Ирака представляют не только изображенные на картах люди, но колоду было необходимо выпустить, чтобы обезглавить сопротивление.

## Список
| №   | Карта    | Имя                                                               | Должность | Статус |
| --- | -------- | ----------------------------------------------------------------- | --- | --- |
| 1.  | ♠ туз    | Саддам Хусейн(28.04.1937-30.12.2006)                              | 1) Президент Ирака 2) Премьер-министр Ирака 3) Генеральный секретарь партии «Баас» (иракской) 4) Председатель Совета революционного командования Ирака 5) Главнокомандующий вооруженными силами Ирака (Маршал)                                                 | Задержан 13 декабря 2003 в селении Ад-Даур, близ Тикрита. казнён 30 декабря 2006 года. |
| 2.  | ♣ туз    | Кусей Хусейн(17.05.1966-22.07.2003) (Младший сын Саддама Хусейна) | 1) Руководитель спецслужб 2) Ответственен за охрану президента и его семьи 3) Командующий Республиканской гвардии 4) Командующий центрального военного округа (ответственен за оборону Багдада и Тикрита)                                                      | Убит 22 июля 2003 года в бою с американскими войсками в Мосуле. |
| 3.  | ♥ туз    | Удей Хусейн (18.06.1964-22.07.2003) (Старший сын Саддама Хусейна) | 1) Глава Олимпийского комитета Ирака, Иракской футбольной ассоциации и Иракского союза журналистов 2) Руководитель газеты «Бабиль» и радио «Голос Ирака» 3) Генеральный секретарь Союза студентов Ирака и Союза молодежи Ирака 4) Командующий «Федайин Саддам» | Убит 22 июля 2003 года в бою с американскими войсками в Мосуле. |
| 4.  | ♦ туз    | Абед Хамид Махмуд ат-Тикрити(1957-07.06.2012)                     | Личный секретарь президента троюродный брат Саддама ХусейнаГенерал-лейтенант | Задержан 16 июня 2003 года в Тикрите, казнён 7 июня 2012 года. |
| 5.  | ♠ король | Али Хасан аль-Маджид(30.11.1941-25.01.2010) («Химический Али»)    | 1) Советник президента 2) Член Совета революционного командования 3) Командующий южным военным округом 4) Командующий Республиканской гвардии двоюродный брат Саддама ХусейнаГенерал-лейтенант                                                                 | Задержан американскими войсками 21 августа 2003 года, приговорен к смертной казни 24 июня 2007 года. Казнён 25 января 2010 года.                                                           |
| 6.  | ♣ король | Иззат Ибрагим ад-Дури (01.07.1942-26.10.2020)                     | 1) Вице-президент 2) Заместитель генерального секретаря партии «Баас» 3) Заместитель председателя Совета революционного командования 3) Командующий северного военного округа Сват Саддама ХусейнаГенерал-лейтенант                                            | Скрывался. Умер 26 октября 2020 года. |
| 7.  | ♥ король | Хани Абед аль-Латиф Тилфах ат-Тикрити                             | Шеф специальной службы безопасности троюродный брат Саддама ХусейнаПолковник | Скрывается |
| 8.  | ♦ король | Азиз Салих ан-Нуман (1941 или 1944-30.01.2024)                    | Председатель и командующий ополчением партии «Баас» в Западном Багдаде. Губернатор оккупированного Кувейта. | Задержан 22 мая 2003 года близ Багдада, в 2011 году приговорен к смертной казни. Приговор исполнен не был. Скончался от неизлечимой болезни 30 января 2024 года.                           |
| 9.  | ♠ дама   | Мухаммед Хамза аз-Зубейди(1938-02.12.2005)                        | Премьер-министр Ирака в 1991—1993 годах, позже — вице-премьер; Командующий центральным Евфратским округом | Задержан американскими войсками 20 апреля 2003 года в Эль-Хилле. Скончался в американском военном госпитале 2 декабря 2005 года.                                                           |
| 10. | ♣ дама   | Камаль Мустафа Абдалла Султан ат-Тикрити                          | Секретарь Республиканской гвардии и Специальной республиканской гвардии троюродный брат Саддама ХусейнаГенерал-лейтенант | Добровольно сдался 17 мая 2003 года. 6 июня 2011 приговорен к смертной казни по делу «Интифада Шаабания». О дальнейшей судьбе не сообщалось.                                               |
| 11. | ♥ дама   | Барзан Абед аль-Гафур Сулейман аль-Маджид ат-Тикрити              | Командующий Специальной Республиканской гвардии двоюродный брат Саддама ХусейнаБригадный генерал | Задержан 23 июля 2003 года. Выпущен на свободу 29 июня 2020 года. |
| 12. | ♦ дама   | Музахим Саиб Хасан ат-Тикрити                                     | 1) Командующий противовоздушной обороной Ирака 2) Заместитель министра военной промышленности троюродный брат Саддама ХусейнаГенерал-лейтенант | Задержан 23 апреля 2003 года. Оправдан и выпущен на свободу в апреле 2012 года. |
| 13. | ♠ валет  | Ибрагим Ахмад Абед аль-Саттар Мухаммед ат-Тикрити                 | Командующий штабом вооруженных сил троюродный брат Саддама Хусейна | Добровольно сдался 15 мая 2003 года. 2 марта 2009 года был приговорен к пожизненному заключению по делу Интифада Шаабания. Умер 28 октября 2010 года.                                      |
| 14. | ♣ валет  | Сейф ад-Дин ар-Рави                                               | Руководитель штаба Республиканской гвардии Генерал-лейтенант | Скрывается |
| 15. | ♥ валет  | Рафи Абед аль-Латиф Тилфах ат-Тикрити                             | Шеф службы общей безопасности троюродный брат Саддама ХусейнаРодной брат Хани ат-ТикритиГенерал-лейтенант | Скрывается |
| 16. | ♦ валет  | Тахир Джалиль Хабуш ат-Тикрити                                    | Директор Мухабарат троюродный брат Саддама ХусейнаГенерал-лейтенант | Скрывается |
| 17. | ♠ десять | Хамид Раджа Салах ат-Тикрити                                      | Командующий военно-воздушными силами Ирака троюродный брат Саддама ХусейнаГенерал-лейтенант | Задержан 15 июня 2003 года. Выпущен на свободу в августе 2007 года. |
| 18. | ♣ десять | Латиф Нусайеф Джасим аль-Дулайми                                  | Активист партии «Баас» Заместитель главы военного бюро | Задержан 10 июня 2003 года. О дальнейшей судьбе не сообщалось. |
| 19. | ♥ десять | Абед аль-Тауаб Мулла Хувейш аль-Ани                               | Министр военной промышленности Заместитель премьер-министра Тесть Саддама ХусейнаГенерал | Задержан 1 мая 2003 года в Багдаде. О дальнейшей судьбе не сообщалось. |
| 20. | ♦ десять | Таха Ясин Рамадан                                                 | Вице-президент ИракаЧлен Совета революционного командования | Задержан курдами 18 августа 2003 года в Мосуле; 5 ноября 2006 года приговорен к пожизненному заключению. В феврале 2007 приговор был изменён на смертную казнь. Казнён 20 марта 2007 года. |
| 21. | ♠ девять | Рукан Разуки Абед аль-Гафур Сулейман аль-Маджид ат-Тикрити        | Шеф департамента иракской нации Троюродный брат Саддама ХусейнаРодной брат Барзана Абед аль-ГафураБригадный генерал | Пропал без вести в 2003 |
| 22. | ♣ девять | Джамаль Мустафа Абдалла Султан ат-Тикрити                         | Заместитель шефа департамента иракской нации Троюродный брат и зять Саддама ХусейнаРодной брат Камаля Мустафы Абдаллы Султана ат-Тикрити | Сдался 19 апреля 2003 года. Выпущен на свободу 30 июня 2020 года. |
| 23. | ♥ девять | Мизбан Хидир Хади                                                 | Командующий округом Средний ЕвфратЧлен Совета революционного командования Генерал | Задержан 3-й пехотной дивизией США 9 июля 2003 года в Багдаде. Умер 16 мая 2020 года. |
| 24. | ♦ девять | Таха Мухил аль-Дин Маруф                                          | Вице-президентЧлен Совета революционного командования | Задержан 1 мая 2003 года; Освобождён в феврале 2004 г. |
| 25. | ♠ восемь | Тарик Азиз                                                        | Вице — премьер-министрЧлен Совета революционного командования | Сдался 25 апреля 2003 года.Скончался 5 июня 2015 года в больнице города Насирия. |
| 26. | ♣ восемь | Валид Хамид Тауфик ат-Тикрити                                     | Мэр Басры Генерал-майорТроюродный брат Саддама Хусейна | Сдался 29 апреля 2003 года. 2 декабря 2008 приговорен к 15 годам лишения свободы по делу Интифада Шаабания. 25 июня 2020 года выпущен на свободу.                                          |
| 27. | ♥ восемь | Султан Хашим Ахмад ат-Таи                                         | Министр обороны Генерал-лейтенантСват Саддама Хусейна | Сдался 19 сентября 2003 года. Приговорен к смертной казни 24 июня 2007 года. Позднее приговор был отменён. Умер 19 июля 2020 года.                                                         |
| 28. | ♦ восемь | Хикмат аль-Аззауи                                                 | Министр экономики и финансовВице — премьер-министр | Задержан 19 апреля 2003 года. Умер 27 января 2012 года. |
| 29. | ♠ семь   | Махмуд Дийяб аль-Ахмад                                            | Министр внутренних дел | Задержан 9 августа 2003 года. Освобождён в июле 2012 года. |
| 30. | ♣ семь   | Айяд Футайих Халифа ар-Рауи                                       | Командующий подразделением «Аль-Кудс» Генерал-лейтенант | Задержан 4 июня 2003 года. 2 декабря 2008 приговорён к пожизненному заключению по делу Интифада Шаабания.                                                                                  |
| 31. | ♥ семь   | Зухайр Талиб Абед аль-Саттар аль-Накиб                            | Шеф военной разведки Генерал-майор | Задержан 23 апреля 2003 года. Скончался 15 июня 2020 в Иордании. |
| 32. | ♦ семь   | Амир Хамуди Хасан ас-Сади                                         | Руководитель научного отдела при президенте Ирака Генерал-лейтенант | Сдался 12 апреля 2003 года. По неподтвержденной информации освобожден 18 января 2005 года.                                                                                                 |
| 33. | ♠ шесть  | Амир Рашид Мухаммед аль-Убайди                                    | Министр нефтиПрезидентский советник Генерал-лейтенант | Задержан 28 апреля 2003 года. Освобожден в апреле 2012. |
| 34. | ♣ шесть  | Хусам Мухаммед Ясин                                               | Шеф службы национального наблюдения Генерал-лейтенант | Задержан 26 апреля 2003 года; Освобождён 23 декабря 2005. |
| 35. | ♥ шесть  | Мухаммед Махди ас-Салих                                           | Министр торговли | Задержан 23 апреля 2003 года. Освобожден в апреле 2012. |
| 36. | ♦ шесть  | Сабауи Ибрагим                                                    | Президентский советник Единоутробный брат Саддама Хусейна | Задержан 27 февраля 2005 года в Аль-Хасаке (Сирия). Был приговорен к смертной казни, которая не была приведена в исполнение. Умер 8 июля 2013.                                             |
| 37. | ♠ пять   | Ватбан Ибрагим Хасан ат-Тикрити                                   | Президентский советник Единоутробный брат и свояк Саддама Хусейна | Задержан 13 апреля 2003 года на ирако-сирийской границе близ населенного пункта Рабия Был приговорен к смертной казни, которая не была приведена в исполнение Умер 13 августа 2015         |
| 38. | ♣ пять   | Барзан Ибрагим Хасан ат-Тикрити                                   | Президентский советник Единоутробный брат, сват и свояк Саддама Хусейна | Задержан 17 апреля 2003 года в Багдаде; казнён 15 января 2007 года. |
| 39. | ♥ пять   | Худа Салих Махди Аммаш                                            | Шеф бюро молодежной организации партии «Баас»Глава торгового бюро | Задержана 9 мая 2003 года в Багдаде; Освобождена 19 декабря 2005 года. |
| 40. | ♦ пять   | Абед аль-Баки Абед Карим ас-Садун                                 | Председатель и командир ополчения партии «Баас» в Дияле | Приговорен к смертной казни 11 января 2016, которая не была приведена в исполнение. Умер 14 декабря 2021.                                                                                  |
| 41. | ♠ четыре | Мухаммед Зимам Абед ар-Раззак ас-Садун                            | Председатель и командир ополчения партии «Баас» в провинциях Тамим и Найнава | Задержан 15 февраля 2004 года. 9 апреля 2009 приговорёен к пожизненному заключению. |
| 42. | ♣ четыре | Самир Абдель Азиз аль-Наджим                                      | Председатель и командир ополчения партии «Баас» в Восточном Багдаде Генерал | Задержан курдами 17 апреля 2003 года в пригороде Мосула. 26 октября 2016 приговорён к пожизненному заключению. Несмотря на приговор, 21 апреля 2023 года был выпущен на свободу.           |
| 43. | ♥ четыре | Хумам Абед аль-Халид Абед аль-Гафур                               | Министр высшего образования и научных исследований | Задержан 19 апреля 2003 года. Освобожден 18 декабря 2005 года. |
| 44. | ♦ четыре | Яхья Абдалла аль-Убайди                                           | Председатель и командир ополчения партии «Баас» в Басре | Скрывается (предположительно был убит во время войны в Ираке). |
| 45. | —        | Найеф Шиндах Тамир                                                | Председатель и командир ополчения партии «Баас» в Салах-ад-дине | Убит 23 марта 2003 года под Эн-Наджафом в бою с американскими войсками. |
| 46. | ♣ три    | Сайфал аль-Дин аль-Машхадани                                      | Председатель и командир ополчения партии «Баас» в Мутанне | Задержан 24 мая 2003 года. О дальнейшей судьбе не сообщалось. |
| 47. | ♥ три    | Фадиль Махмуд Гариб                                               | Председатель и командир ополчения партии «Баас» в провинции Бабиль | Задержан 15 мая 2003 года. О дальнейшей судьбе не сообщалось. |
| 48. | ♦ три    | Мухсин Кадар аль-Кафаджи                                          | Председатель и командир ополчения партии «Баас» в Кадисии | Задержан 7 февраля 2004 года. О дальнейшей судьбе не сообщалось. |
| 49. | ♠ два    | Рашид Таан Казим                                                  | Председатель и командир ополчения партии «Баас» в Анбаре | Скрывается |
| 50. | ♣ два    | Угла Абед Сигхар аль-Кубайси                                      | Председатель и командир ополчения партии «Баас» в Майсане | Задержан 20 мая 2003 года. О дальнейшей судьбе не сообщалось. |
| 51. | ♥ два    | Гази Хамуд аль-Адиб                                               | Председатель и командир ополчения партии «Баас» в Васите | Задержан 7 мая 2003 года. Освобожден по причине болезни в апреле 2005 года. Скончался 1 апреля 2007 года.                                                                                  |
| 52. | ♦ два    | Адир Абдалла Махди аль-Дури ат-Тикрити                            | Председатель и командир ополчения партии «Баас» в Дикаре | Задержан 15 мая 2003 года. Скончался 22 марта 2004. |
| 53. | —        | Хусейн аль-Авауи                                                  | Председатель и командир ополчения партии «Баас» в НайнавеМэр Найнавы Бригадный генерал войск химической защиты | Задержан 10 июня 2003 года. О дальнейшей судьбе не сообщалось. |
| 54. | —        | Камис Сирхан аль-Мухаммед                                         | Председатель и командир ополчения партии «Баас» в КербелеМэр Кербелы | Задержан 11 января 2004 года. Оправдан 4 августа 2010. Умер в январе 2013 года. |
| 55. | ♠ три    | Саад Абед аль-Маджид аль-Фейсал                                   | Председатель и командир ополчения партии «Баас» в Салах-ад-Дине | Задержан 24 мая 2003 года. Освобожден 18 декабря 2005 года. Умер 15 апреля 2021 года за пределами Ирака.                                                                                   |

## Иракская археологическая колода
На волне успеха иракской колоды сделали вторую колоду, «археологическую» — чтобы привлечь внимание к проблемам иракских памятников древности. На каждой из них написано правило, связанное с сохранением этих памятников. Около 40 тысяч таких колод было послано в американские войска.
- Т♠: Старые саманные стены легко повредить.
- К♠: В США во многих пунктах Министерства обороны есть охраняемые здания. Изучи свой военный городок. — старая железоплавильная печь в Форт-Драме, Нью-Йорк, США
- Д♠: Копаешь в археологически чувствительном месте — зови дежурного археолога.
- В♠: Прекрати копать, если обнаружил артефакты или следы.
- 10♠: Тяжёлая землеройная техника может необратимо повредить археологические остатки. Знай это и вовремя остановись.
- 9♠: Ветер от вертолётного винта может повредить памятник. По возможности избегай.
- 8♠: В каждом пункте МО США есть куратор по культурным ресурсам. Обратись к своему, если есть вопросы по археологии, истории или культуре.
- 7♠: Фотографировать — хорошо. Забирать артефакты на память — нет.
- 6♠: Фотографируй памятники истории и археологии, документируй их!
- 5♠: Разграбленный памятник — это частичка нашего общего прошлого, потерянная навсегда.
- 4♠: Если можно, заполняй мешки чистой землёй, без искусственных предметов.
- 3♠: Оставляй артефакты, вроде черепков и исписанных кирпичей, на месте.
- 2♠: В сухом климате Ближнего Востока саманной стене может быть тысяча лет. — Калай-Бост, Афганистан.
- T♣: МО США нужна ваша помощь в сохранении культурного наследия.
- К♣: Помни, этот символ означает ОХРАНЯЕМЫЙ КУЛЬТУРНЫЙ ПАМЯТНИК.
- Д♣: Помни! Вооружённые силы США не попустительствуют торговле предметами старины.
- В♣: Предметы старины и произведения искусства — тоже культурное наследие, их надо охранять.
- 10♣: Холм или курган на ровной местности может быть знаком древнего человеческого поселения. — Тель-Рима, Ирак.
- 9♣: Потомки будут благодарны за памятники, сохранённые вами. — покосившийся минарет Большой мечети Мосула, Ирак.
- 8♣: Прекрати копать, если видишь засыпанные стены, черепки и другие артефакты. Сообщи о найденном! — Стены около зиккурата в Уре, Ирак.
- 7♣: Этот памятник пережил 17 веков. Переживёт ли вас? — Ктесифонская арка, Ирак.
- 6♣: По возможности уважай развалины. Они хранят вас и историю вашей культуры. — Большая мечеть в Самарре, Ирак.
- 5♣: Объезжай археологический памятник стороной, не сокращай путь.
- 4♣: Смотри, где копаешь!
- 3♣: Не писать на стенах! Уродовать стены или развалины краской и другими материалами — не только неуважение, но и непродуктивно для боевых задач.
- 2♣: Иракские памятники — это ваши памятники. По легенде, здесь был похоронен библейский Иона. — Мечеть Ионы в Мосуле (уничтоженная ИГ).
- Т♥: Главная задача археологии — узнать прошлое. Ваше прошлое!
- К♥: Если это неприступная позиция сегодня, она, возможно, была такой тысячи лет. Ищи археологические остатки.
- Д♥: Археологические памятники важны населению. Чтобы завоевать сердца и умы, уважайте их!
- В♥: Местные старожилы — хороший источник информации на предмет памятников.
- 10♥: Религиозные святыни во время войн часто намеренно уничтожают. — Бамианские статуи Будды, Афганистан.
- 9♥: Вавилонская башня означала какой-то из зиккуратов Ирака. — Зиккурат в Уре, Ирак.
- 8♥: Цивилизация Ирака родом из Плодородного полумесяца между реками Тигр и Евфрат. 8000 лет назад там были сельскохозяйственные поселения.
- 7♥: Ирак — возможная колыбель цивилизации. — Дворец в Нимруде, Ирак (уничтожен ИГ).
- 6♥: Старейший полный свод законов высечен на камне в Ираке, с портретом Хаммурапи, около 1760 до н. э.
- 5♥: Защищайте памятники, это помогает сохранить их для будущих поколений.
- 4♥: Сохранять памятники искусства и археологии — дело военных всех званий.
- 3♥: Чтобы понять назначение артефакта, его надо найти и изучить в исходном окружении. — Шумерские статуи в Асмаре, Ирак.
- 2♥: 99 % человеческой истории можно понять только археологией. — Развалины Самарры, Ирак.
- Т♦: Запрещено покупать награбленные артефакты. Их конфискуют, если обнаружат.
- К♦: Буддийские статуи в Хадде (Афганистан) были разграблены и проданы на чёрном рынке.
- Д♦: Монументальное искусство, как Бамианские статуи Будды, надо оставить на месте, ради всего человечества. — Бамианские статуи Будды, Афганистан.
- В♦: Что бы ты подумал, если бы кто-то украл её факел? — Статуя Свободы, Нью-Йорк, США.
- 10♦: Считается, что в Двуречье родилась письменность. Глиняные таблички вроде этой — главное подтверждение. — Клинописная табличка из Ниппура, Ирак.
- 9♦: Объединённые силы по противодействию контрабанде обнаружили более 5 тыс. артефактов, включая этот из Иракского музея. — Маска из Урука.
- 8♦: Объединённые силы по противодействию контрабанде обнаружили более 62 тыс. артефактов из Иракского музея за годы, месяцы и недели перед войной.
- 7♦: Музеи — жертвы войны, их надо защищать. — Кабульский музей, Афганистан.
- 6♦: Тысячи артефактов пропадают из Ирака и Афганистана. Сообщай о подозрительном поведении.
- 5♦: Оставленные мародёрами ямы и туннели разрушают памятники. Сообщай обо всех следах разрушений и разграблений.
- 4♦: Сообщай офицеру по правопорядку о разграблениях и попытках купить или продать предметы старины.
- 3♦: Покупая артефакты, вы финансируете повстанцев. Не покупайте их!
- 2♦: Цилиндрические печати напоминают резные куски мела. Как и остальные предметы старины, не покупайте их! — Цилиндрическая печать.